# کیرچ‌اجاغی (سیحان)
کیرچ‌اجاغی (به ترکی استانبولی: Kireçocağı) یک منطقهٔ مسکونی در ترکیه است که در سیحان واقع شده‌است.